# 索绰罗氏
索绰罗氏（穆麟德轉寫：Socoro hala），又作索绰络氏，为满族姓氏，位列民间版本满族八大姓之一，源自地名索绰罗，今地不详，后散处辉发、吉林、叶赫、讷殷、乌喇等地，于后金崛起之际陆续归附。清朝时期，尚书英和、大学士宝鋆等皆出自该氏。其中镶红旗一支自称清太祖努尔哈赤三祖索常阿之裔。民国以后，各支系主要以索、曹、石、程、穆、奎等为汉姓。

## 清代主要世家
镶红旗松果托世居辉发，从征北京至山东，梯攻临清州首先登城，赐巴图鲁号，授骑都尉，入关时击败农民军有功加一云骑尉世职；同族阿尔纳之孙桑阿布任主事，三藩之乱初期于王辅臣兵变中阵亡，赠云骑尉世职。
镶白旗喀尔喀玛世居吉林，为当地贝勒都尔古之孙，归附后编佐领使其统领。其子甘珠翰任员外郎，从征锦州、松山、杏山、河南江、南等处有功，授云骑尉，后因考绩授骑都尉世职。都尔古元孙瑚尼雅任护军参领，从征山东、湖广等处有功授云骑尉，后于茅麓山阵亡，优赠骑都尉兼一云骑尉世职；纳密达由北京攻雄县时首先登城，授云骑尉，后攻皮岛阵亡，优赠骑都尉兼一云骑尉，因无嗣，其弟和托，承袭从征雅克萨阵亡，其兄劳色、从弟萨穆哈先后袭职。萨穆哈三遇恩诏加至一等轻车都尉，从征四川、广东等处有功加一云骑尉，任步军总尉。其子图克善、孙伊克都等先后袭职，伊克都承袭时改为三等轻车都尉世职。都尔古之五世孙济克、都色尔布、查克都、巴格、佛保、阿音太均为云骑尉；舒敏任护军参领，从征准噶尔阵亡，赠云骑尉世职。其后裔还有武英殿大学士宝鋆。
正白旗希佛世居叶赫，任佐领，其曾孙赛音布任八品官，从征湖广于岩山岭与马宝阵亡，赠云骑尉世职。
镶白旗赛隆阿世居讷殷，其孙阿济根任委署护军校，从征云南有功，授云骑尉世职。
正蓝旗阿尔覃布鲁世居乌喇，其曾孙爱图任委署护军校从征云南有功，授云骑尉世职。
正白旗包衣布舒库世居索绰罗，其子都图任郎中，都图曾孙德保、元孙英和均官至尚书。